# Вялых, Николай Алексеевич
Никола́й Алексе́евич Вя́лых (1918 — 21 января 1943) — советский танкист, участник Великой Отечественной войны, Герой Советского Союза (1943, посмертно).
Выпускник Орловского финансово-экономического техникума с 1938 года работал в Скороднянском отделении Госбанка Губкинского района Белгородской области. В годы Великой Отечественной войны был направлен на Донской фронт радистом тяжёлого танка КВ 344-го танкового батальона 91-й отдельной танковой бригады. В составе экипажа отличился 21 января 1943 года на завершающем этапе Сталинградской битвы в ходе боёв за немецкий аэродром «Питомник» у хутора Новая Надежда (Сталинградская область). Когда у танкистов иссякли боезапасы, немцы облили подбитый танк бензином и подожгли. Весь экипаж погиб. После освобождения хутора весь экипаж был похоронен рядом с местом гибели и представлен к званию Героя Советского Союза.

## Биография
Родился в 1918 году в селе Поныри (ныне — посёлок городского типа Поныровского района Курской области) в крестьянской семье. Русский. Окончил среднюю школу. В детском возрасте вместе с родителями переехал в село Скородное ныне Губкинского района. Увлекался спортом, авиамоделизмом.
Окончил Орловский учётно-кредитный техникум. С 1938 года работал в Скороднянском отделении Госбанка Губкинского района Белгородской области.
В РККА с 1939 года. После призыва в армию писал родным в село Скородное: «И вот я военный. Мечтаю попасть в авиационное училище, хочу стать настоящим военным специалистом…» Но получил специальность танкиста.

### Начало Великой Отечественной войны
С началом Великой Отечественной войны в действующей армии (с 1941 года). Член ВЛКСМ.
Н. А. Вялых принял участие в боях завершающего этапа Сталинградской битвы в составе экипажа тяжёлого танка КВ-1 344-го танкового батальона (91-я танковая бригада, 65-я армия, Донской фронт):
- командир танка лейтенант А. Ф. Наумов;
- командир орудия младший сержант П. М. Норицын;
- заряжающий орудия сержант Ф. Г. Ганус;
- механик-водитель старшина П. М. Смирнов;
- радист младший сержант Н. А. Вялых.

13-14 января 1943 года в составе экипажа участвовал в трёх танковых атаках, уничтожив два танка противника, пять автомашин, противотанковое орудие, артиллерийскую и миномётную батареи, четыре пулемёта, семь блиндажей, а также большое число солдат и офицеров противника. За эти бои радист Н. А. Вялых был награждён медалью «За отвагу».

### Бой у Новой Надежды
В январе 1943 года снабжение окружённых немецких войск в Сталинграде осуществлялось через последний оставшийся аэродром «Питомник». Для перекрытия этого канала снабжения генерал-лейтенант К. К. Рокоссовский ввёл в бой 91-ю отдельную танковую бригаду полковника И. И. Якубовского. При подготовке атаки на «Питомник» танкистам 344-го танкового батальона было приказано овладеть высотой Безымянная и хутором Новая Надежда (Сталинградская область), лежавшими на подступах к немецкому аэродрому. 21 января 1943 года за пять часов беспрерывного боя экипажем тяжёлого танка КВ лейтенанта А. Ф. Наумова, в котором служил радист Н. А. Вялых, было уничтожено 5 вражеских танков, 24 автомашины с пехотой, 19 пушек и минометов, 15 пулеметных точек противника, 5 дзотов, истреблено до сотни солдат и офицеров.
В ходе дальнейшего боя танк КВ-1 был подбит и окружён противником. Танкисты вместе с включённым в экипаж перед самым боем заряжающим орудия сержантом Ф. Г. Ганусом более пяти часов вели бой до последнего патрона. На предложение сдаться танкисты ответили: «Мы русские и фашистам в плен не сдаёмся пока будем живы.» Тогда немцы облили танк бензином и подожгли. Танкисты, погибая, пели «Интернационал». Весь экипаж погиб.
Указом Президиума Верховного Совета СССР от 23 сентября 1943 года «за образцовое выполнение заданий командования и проявленные мужество и героизм в боях с немецко-фашистскими захватчиками» младшему сержанту Вялых Николаю Алексеевичу посмертно присвоено звание Героя Советского Союза.

## Награды и звания
Советские государственные награды и звания:
- Герой Советского Союза (23 сентября 1943, посмертно[5])
- орден Ленина (23 сентября 1943, посмертно)
- медаль «За отвагу» (30 января 1943[3])

## Семья
Жена — Клавдия Константиновна Крылова.

## Увековечение памяти
- Похоронен на хуторе Новая Надежда Городищенского района Волгоградской области. Над могилой танкистов установлен каменный монумент в исполнении скульптора А. В. Голованова.
- Навечно зачислен в списки 131-й гвардейской мотострелковой дивизии (после переформирования в 2009 году — 36-я отдельная гвардейская мотострелковая бригада, г. Борзя, Восточный военный округ)[7].
- Его имя высечено на мемориальной плите у Главного монумента героям Сталинградской битвы на Мамаевом кургане в Волгограде.
- В селе Скородное Губкинского района Белгородской области именем Н. А. Вялых названа улица, установлены памятник и мемориальная доска.
- Имя Н. А. Вялых также выбито на стеле на Аллее Героев в Волгограде.
- В 2015 году в Орле на здании Орловского банковского колледжа Банка России установлена мемориальная доска, как выпускнику[1].

- Монумент над могилой пяти героев-танкистов около села Новая Надежда (скульптор А. В. Голованов.
 48°50′52″ с. ш. 44°17′09″ в. д.HGЯO
- Монумент над могилой пяти героев-танкистов
- Мемориальная плита Николаю Вялых на Мамаевом кургане